# Anders Burström
Per Folke Anders Burström, född 28 januari 1976 i Luleå, är en svensk ishockeytränare och före detta ishockeyspelare (forward), som från och med 2025 är coach i Frölunda HC:s J20-lag.

## Karriär

### Som spelare
Anders Burström spelade sammanlagt 15 säsonger för Luleå HF, där han även var lagkapten 2007-11. Han började redan som 17-åring i Luleå HF:s A-lag, säsongen 1993/94, och spelade där tills 2003. Han återvände till klubben 2006 och spelade där tills 2011. Säsongen 1995/96 var han med och vann SM-guld med klubben.
Under Luleå HF-uppehållet representerade han Södertälje SK i Elitserien 2004-06, samt HPK och Jokerit i FM-ligan 2003-04.
Burström har även spelat för Norrbotten i TV-pucken 1991, och spelat landskamper både för Juniorkronorna och Tre Kronor.

### Som tränare
Efter säsongen 2010/11 valde Burström att avsluta sin aktiva hockeykarriär som spelare. Säsongen 2012/13 blev han assisterande tränare i Piteå HC och var där en säsong. Mellan åren 2014 och 2017 blev han tränare igen, i sin moderklubb Luleå HF, som assisterande tränare.
Mellan åren 2020 och 2025 var han assisterande tränare i Frölunda HC:s A-lag. Från och med 2025 är han tränare för Frölunda HC J20.

## Övrigt
Anders deltog i TV4:s Stadskampen augusti 2001, och tävlade för Luleå som vann mot Umeå.